# 美丽人民
《美丽人民》是美国摇滚乐队玛丽莲·曼森乐队的一首单曲，于1996年9月22日作为该乐队第二张录音室专辑《离经叛道》的主打歌发行。这首歌曲被归类为另类金属，由玛丽莲·曼森和特维吉·拉米雷斯创作并由特伦特·雷泽诺、戴夫·奥吉维及玛丽莲·曼森等人制作完成。
歌曲标题来自于美国作家兼记者玛丽莲·班德于1966年所发行的书籍《美丽人民：六十年代时尚大爆炸——从杰奎琳·肯尼迪到崔姬（The Beautiful People: The Fashion Explosion of the Sixties — From Jacqueline Kennedy to Twiggy）》。 该书揭露了美国在1960年代所流行的“空中飞人”生活方式后的丑陋世界，同时也探讨了与时尚和政治相关的美丽文化。 而结合单曲所在专辑的概念，这首歌影射了离经叛道的民粹主义政治煽动者所鞭挞的精英阶级。而在歌词方面，则是讨论玛丽莲·曼森所宣称的“美丽文化”。
《美丽人民》在《公告牌》杂志的“现代摇滚曲目榜”上排名第26名，迄今仍被认为是玛丽莲·曼森乐队最著名和最成功的原创歌曲之一。在2004年的评论中，BBC乐评人理查德·班克斯（Richard Banks）就称赞这首单曲在玛丽莲·曼森乐队的曲目表中“依然是最令人印象深刻的”。 同时这首歌曲也在VH1于2006年评选的“40首最伟大金属乐歌曲”中排名第28名。

## 歌曲信息

### 缘起背景
《美丽人民》创作于1994年，由特维吉·拉米雷斯作曲和玛丽莲·曼森填词。最初的单曲小样是在玛丽莲·曼森乐队巡演期间于酒店房间内创作完成，并由玛丽莲·曼森、特维吉·拉米雷斯和乐队鼓手金格·菲什录制成四轨音频。在2005年5月的《锒铛》杂志上，玛丽莲·曼森告诉记者，“那是在南部的某个地方，这说起来很搞笑。我记得我在地板上敲打来演示鼓点，然后我让我的鼓手在鼓机上将它复制出来。这几乎是在一天内完成的。”

### 词曲内容
《美丽人民》歌曲的前奏部分以几秒钟的逆录吉他反馈及电子噪声开始，这其中还包括特克斯·沃森一段十分失真的声音采样，其原话是“（我们将会）袭击这个小镇……杀死所有不美丽的人”。
这首歌采用降D调制音，旋律主要由以减三和弦为基础的强力和弦构成。同时使用了大量的失真吉他效果，配合手掌闷音创造出强烈的节奏感和驾驶感，并由厚重的打击乐器音轨进一步加强。
这首歌的特色元素是重复的落地鼓鼓点：一个五拍的普通节拍模式，通过每个小节的切分音符营造出三连音的感觉。肖恩·比文担任了这首歌曲的混音及所属专辑《离经叛道》的联合制作人，并句说还在这首歌曲中负责演奏降号吉他（Descending Horn Huitar）。他使用吉他合成器演奏了一个重复的下降音符，听起来像铜管乐器的音型。
而在歌词方面，《美丽人生》与其所属专辑《离经叛道》的主题紧密交织在一起，即对尼采的“超人说”进行半叙事性的探讨。在这个语境下，《美丽人生》直接讲述了“权力意志”的破坏性表现形式（“没有时间去歧视  / 恨你路上遇到的每一个他妈的混蛋” ），同时也探讨了尼采关于主人-奴隶道德说的观点（“这不是你的错，你总是错  / 弱者是为了证明强者的存在 ”），特别是该概念与社会达尔文主义的联系，以及它与资本主义和法西斯主义等各种政治和经济制度的关系（“资本主义让它变成了这样  / 老式的法西斯主义会把它夺走 ”）。

## 反响评论
《美丽人民》单曲一经发行便获得了评论界的普遍好评。完全音乐的史蒂芬·托马斯·埃尔文高度赞扬了这首歌，他表示“这首歌带着一种戏谑的威胁感和猛烈的金属三连音，是玛丽莲·曼森乐队的第一支拥有超强抓耳旋律的歌曲——这种旋律即使乐队的反对者也无法忘怀。” 《滚石》则在1996年针对专辑《离经叛道》的评论中将《美丽人民》描述为“充满悬疑”并具有“一种僵尸般重复的品质，以及飘渺的电子声音”，同时还对玛丽莲·曼森的演唱评价道“曼森嘶哑地唱着他的歌词，用尖锐、疯狂的音调强调某些单词，另一些单词则以呕吐般的尖叫表达。”
在美国，《美丽人民》在《公告牌》的主流摇滚榜上排名第29名而在现代摇滚曲目榜上排名第26名。 而在英国，这首单曲于1997年6月7日在英国单曲排行榜拿到最佳成绩——第18名。 在瑞典，虽然这首单曲未能进入该国单曲排行榜的前60名，但拿到了金唱片认证。 尽管《美丽人民》在澳大利亚的ARIA单曲榜上最高排名仅为第42名， 但它在前100的位置停留了持续56周， 同时还拿下1997年度澳大利亚畅销单曲榜的第89名。

### 奖项荣誉
2002年，英国音乐杂志《锒铛！》将《美丽人民》评为“史上最伟大100首单曲”的第5名。 2003年，英国音乐杂志《Q》将《美丽人民》列为“有史以来最好的1001首歌曲”第192名； 同时还在2005年将这支单曲收入其评选的“终极音乐精选”的金属音乐曲目表中。 这支单曲的音乐录影带还在1997年MTV音乐录影带大奖中获得最佳摇滚录影带、最佳艺术指导和最佳特效三项提名。
2011年，《美丽人民》的原版及由斯卡拉和科拉奇尼兄弟会的翻唱版都被奥兰多环球影城第21季“万圣恐怖夜”的“七宗罪区”选为主题音乐。

## 制作团队
资料来源于网站
| - 玛丽莲·曼森——人声、填词 - 特维吉·拉米雷斯——吉他、低音吉他、作曲 - 肖恩·比文——降号吉他（Descending Horn Huitar） - 黛西·伯科维茨——吉他 - 金格·菲什——鼓 - 麦当娜·韦恩·盖西——键盘、键盘吉他 | - 特伦特·雷泽诺——制作人 - 戴夫·瑞威·奥吉维——制作人 - 玛丽莲·曼森——联合制作人 - 肖恩·比文——混音 - 克里斯·维列那——音乐编辑、音乐编程 - 查理·克劳瑟——音乐编辑、音乐编程 |

### 重混版本
此处重混版本制作团队不再重复列举原版制作团队成员。
| 恐怖人民（The Horrible People） - 达米安·萨维奇（Damian Savage）——附加低音（Additional Bass） - 约翰X（John X）—— - 丹尼·萨伯（Danny Saber）——重混 - 加布和吉姆（Gabe and Jim）——音讯工程师 | 不那么美丽人民（The Not-So-Beautiful People） - JG·瑟尔韦尔——重混 |

## 发行版本
版本资料来源于网站。
| 澳大利亚及欧洲地区单曲CD版 1. 美丽人民（专辑版） / 2. 隐睾者 / 3. 蛇眼与娘娘腔 / 英国地区单曲CD版（版本1） 1. 美丽人民（单曲版） / 2. 恐怖人民 / T 3. 甜美梦境（如此制造） / 4. 隐睾者 / 英国地区单曲CD版（版本2） 1. 美丽人民（专辑版） / 2. 不那么美丽人民 / 3. 蛇眼与娘娘腔 / 4. 畸变 / | 欧洲地区增强型CD版 1. 美丽人民（单曲版） / 2. 恐怖人民 / 3. 甜美梦境（如此制造） / 4. 隐睾者 / 5. 美丽人民 音乐录影带 6. 甜美梦境（如此制造）音乐录影带 全球地区黑胶唱片版（重混录音） 1. 恐怖人民 / 2. 不那么美丽人民 / 日本地区单曲CD版 1. 美丽人民（单曲版） / 2. 恐怖人民 / 3. 甜美梦境（如此制造）（密纹唱片版） / 4. 隐睾者 / 5. 不那么美丽人民 / |

## 榜单成绩
| 地区          | 发布机构                    | 榜单名称                | 最高排名      |
| 1996年—1997年 | 1996年—1997年               | 1996年—1997年           | 1996年—1997年 |
| ------------- | --------------------------- | ----------------------- | ------------- |
|               | 澳大利亚唱片业协会          | 澳大利亚唱片业协会榜    | 46            |
| 加拿大        | 《RPM》                     | 加拿大热门单曲榜        | 61            |
| 加拿大        | 《RPM》                     | 加拿大摇滚 / 另类音乐榜 | 2             |
| 欧洲          | 《公告牌》 / 《音乐与媒体》 | 欧洲百强单曲榜          | 50            |
| 荷蘭          | 捷孚凯                      | 荷兰百大单曲榜          | 96            |
| 新西兰        | 新西兰唱片音乐协会          | 新西兰官方音乐榜        | 29            |
| 苏格兰        | 官方榜单公司                | 苏格兰单曲榜            | 15            |
| 英国          | 官方榜单公司                | 英国单曲榜              | 18            |
| 英国          | 官方榜单公司                | 英国摇滚与金属单曲榜    | 1             |
| 美国          | 《公告牌》                  | 另类电台榜              | 26            |
| 美国          | 《公告牌》                  | 主流摇滚榜              | 29            |

| 地区   | 发布机构           | 榜单名称                | 排名   |
| 1996年 | 1996年             | 1996年                  | 1996年 |
| ------ | ------------------ | ----------------------- | ------ |
| 加拿大 | 《RPM》            | 加拿大摇滚 / 另类音乐榜 | 35     |
| 1997年 |                    |                         |        |
|        | 澳大利亚唱片业协会 | 澳大利亚唱片业协会榜    | 89     |

## 销量认证
| 认证地区                            | 认证机构       | 认证等级 | 认证 / 推估销量 |
| ----------------------------------- | -------------- | -------- | --------------- |
| 瑞典                                | 瑞典唱片业协会 | 金唱片   | 15,000张☆       |
| 英国                                | 英国唱片业协会 | 银唱片   | 207,000张       |
| 注：☆依据认证标准而推定的销量数据。 |                |          |                 |